# Patinapta
Patinapta is een geslacht van zeekomkommers uit de familie Synaptidae.

## Soorten
- Patinapta crosslandii Heding, 1929
- Patinapta dumasi Cherbonnier, 1954
- Patinapta laevis (Bedford, 1899)
- Patinapta ooplax (Von Marenzeller, 1881)
- Patinapta taiwaniensis Chao, Rowe & Chang, 1988
- Patinapta vaughani Cherbonnier, 1953